# Don't Tell Me That It's Over
Don't Tell Me That It's Over è un singolo della cantautrice pop rock britannica Amy Macdonald, pubblicato il 26 febbraio 2010 dall'etichetta discografica Mercury.
Il brano è stato scritto dalla Macdonald e prodotto da Pete Wilkinson e ha anticipato la pubblicazione del secondo album della cantautrice, A Curious Thing, pubblicato nel mese di marzo dello stesso anno.
Il singolo ha ottenuto un discreto successo in diversi paesi europei e contiene come b-side il brano Town Called Malice.

## Tracce
1. Don't Tell Me That It's Over – 3:18
2. Town Called Malice (Radio 2 Simon Mayo Session) – 2:47

## Classifiche
| Classifica (2010) | Posizione massima |
| ----------------- | ----------------- |
| Austria           | 10                |
| Belgio (Fiandre)  | 7                 |
| Belgio (Vallonia) | 2                 |
| Europa            | 18                |
| Finlandia         | 16                |
| Germania          | 6                 |
| Paesi Bassi       | 29                |
| Regno Unito       | 48                |
| Spagna            | 42                |
| Svizzera          | 4                 |
| Ungheria          | 18                |